# Eurhynchiadelphus
Eurhynchiadelphus là một chi rêu trong họ Brachytheciaceae.